# Obeid Al-Dosari
Obeid Al-Dosari (in arabo عبيد الدوسري‎?; 2 ottobre 1975) è un ex calciatore saudita, di ruolo attaccante.

## Carriera
Ha giocato per la maggior parte della sua carriera con l'Al-Wahda e l'Al-Ahli. È stato anche convocato per le spedizioni saudite ai mondiali 1998 e 2002.

## Palmarès

### Club

#### Competizioni internazionali
- Coppa delle Coppe dell'AFC: 1

Al-Wahda: 1997-1998